# 長崎県高等学校の廃校一覧
長崎県高等学校の廃校一覧（ながさきけんこうとうがっこうのはいこういちらん）とは、長崎県の廃校となった高等学校の一覧。対象となるのは学制改革（1948年）以降に廃校となった高等学校と分校である。名称は廃校当時のもの。廃校時に属していた自治体が合併により消滅している場合は現行の自治体に含める。また現在休校中の学校は公式には存続していることとなっているが、休校中の学校は事実上廃校となっている場合が多いため、便宜上本項に記載する。

## 長崎市
- 長崎県立長崎高等学校（1948年11月長崎県立長崎西高等学校と長崎県立長崎東高等学校へ再編）[1]
- 長崎県立瓊浦高等学校（同上）[1]
- 長崎県立長崎女子高等学校（同上）[1]
- 長崎市立女子高等学校（同上）[1]
- （私立）信愛女子高等学校（1949年 跡地は長崎信愛幼稚園となる）
- 長崎市立高等学校（1982年 他1校と統合の上、長崎高が新設）
- 長崎市立長崎第二商業高等学校（同上）
- 長崎県立高島高等学校（1989年）※閉校当時は西彼杵郡高島町
- 長崎市立長崎高等学校（2000年 長崎県立長崎西高等学校通信制と統合の上、長崎県立鳴滝高等学校が新設）[注釈 1]
- 長崎県立西陵高等学校東長崎分校（2007年）[2]
- 長崎県立長崎式見高等学校（1978年長崎県立長崎北高等学校式見分校から独立、2008年閉校）[3]
- 長崎県立長崎南商業高等学校（2008年）[4]
- 長崎県立野母崎高等学校（1972年長崎南高等学校野母崎分校から独立、2011年閉校）[5]

## 佐世保市
- 長崎県立佐世保商業高等学校〈初代〉（1948年11月1日佐世保工業高〈初代〉と統合し佐世保商工高へ）[6]
- 長崎県立佐世保工業高等学校〈初代〉（1948年11月1日佐世保商業高〈初代〉と統合し佐世保商工高へ）[6]
- 長崎県立佐世保第一高等学校（1949年長崎県立佐世保南高等学校[7]と長崎県立佐世保北高等学校[8]へ再編）
- 長崎県立佐世保第二高等学校（同上）[7][8]
- 長崎県立佐世保女子高等学校（同上）[7][8]
- 佐世保市立東和高等学校（同上）[7][8]
- 佐世保市立成徳高等学校（同上）[7][8]
- 長崎県立佐世保北高等学校福石校舎（1951年）[8]
- 長崎県立佐世保商工高等学校（1951年長崎県立佐世保商業高等学校〈2代目〉と長崎県立佐世保工業高等学校〈2代目〉へ分割）[6]
- 長崎県立佐世保商業高等学校江迎分校（1963年）[6]
- 長崎県立佐世保南高等学校早岐分校（1990年）[7]

## 島原市
- 長崎県立諫早農業高等学校南高湯江分校（1952年）※閉校当時は南高来郡湯江村[注釈 2]

## 諫早市
- 長崎県立諫早高等学校〈旧〉（1948年統合により長崎県立諫早高等学校〈新〉へ）[9]
- 長崎県立諌早女子高等学校（同上）[9]
- 長崎県立諌早商業高等学校〈初代〉（1948年諫早高〈新〉となるも、1956年再独立）[9][注釈 3]
- 長崎県立諫早高等学校飯盛分校（1985年）[9]※閉校当時は北高来郡飯盛町
- 長崎県立諫早高等学校高来分校（2007年）[9]

## 平戸市
- 長崎県立平戸高等学校猶興館（1948年平戸女子高と統合し平戸高〈初代〉となり、1953年長崎県立猶興館高等学校へ改称）[11][注釈 4]
- 長崎県立平戸女子高等学校（1948年平戸高猶興館と統合し平戸高〈初代〉へ）[11]
- 長崎県立猶興館高等学校大島分校（2012年）[13]※これにより、長崎県立高等学校の分校が消滅。

## 松浦市
- 長崎県立松浦高等学校鷹島分校（2006年）[14]
- 長崎県立松浦東高等学校（2011年）[15]

## 五島市
- 長崎県立富江高等学校（2011年）[16]

## 西海市
- 長崎県立佐世保工業高等学校崎戸分校（1952年西彼杵高大島分校と統合し長崎県立大崎高等学校へ）[17]
- 長崎県立西彼杵高等学校大島分校（1952年佐世保工業高崎戸分校と統合し大崎高へ）[17]

## 雲仙市
- 長崎県立諫早高等学校愛野分校（1983年）[9]※閉校当時は南高来郡愛野町

## 南島原市
- 長崎県立有馬商業高等学校（2005年島原南高と統合し長崎県立島原翔南高等学校へ）[18]
- 長崎県立島原南高等学校（2005年有馬商業高と統合し島原翔南高へ）[18]

## 西彼杵郡
- 長崎県立長崎西高等学校長与分校（1979年 長崎県立長崎北陽台高等学校新設に伴う）[注釈 5]